# 1981年ビハール州列車転落事故
1981年ビハール州列車転落事故（1981ねんビハールしゅうれっしゃてんらくじこ）とは、1981年6月6日にインドで発生した鉄道事故である。800人以上の乗客を乗せた旅客列車がマンシ - サハルサー間で脱線し、9両のうち7両の客車が橋を横切っていたバグマティ川に転落した。
5日後に200人以上の遺体が回収されたが、多くの遺体は川に押し流された可能性があるため発見されなかった。総死者数は500人から800人かそれ以上と推定される。この事故は記録が残る史上最悪の鉄道事故 (deadliest-ever rail accident) の一つである。
事故原因は不明だが多くの原因がオンラインで挙げられている。
- サイクロン[4]
- 鉄砲水[5]
- ブレーキ故障によるスイギュウとの衝突[6][7]